# بویوک کاپی‌لی (یورغیر)
بویوک کاپی‌لی (به ترکی استانبولی: Büyükkapılı) یک منطقهٔ مسکونی در ترکیه است که در یورغیر واقع شده‌است.